# سيلي أدد
سيلي أدد أول ملك من ملوك لارسا والتي تعد مدينة أثرية هامة تقع في جنوب العراق. 
قام سيلي ادد باستقدام المحترفين في البناء وشهد البناء في لارسا مرحلة تطور كبيرة وتواصل مع ملوك كثيرين من دول مجاورة وكان مهتماً بالعمران وشهدت لارسا في زمنه تطور عمراني فاق جميع الممالك المجاورة.